# SMS Kaiser (1858)
O SMS Kaiser foi um navio de guerra operado pela Marinha Austríaca e depois pela Marinha Austro-Húngara. Sua construção começou em março de 1855 no Arsenal Naval de Pola e foi lançado ao mar em outubro de 1858, sendo comissionado na frota em meados do ano seguinte. Ele foi inicialmente construído como um navio de linha de casco de madeira com 92 canhões de diferentes tamanhos, porém posteriormente em sua carreira foi convertido em um ironclad com um armamento composto por dez canhões de 229 milímetros montados em uma bateria central.
O Kaiser serviu no Mar do Norte durante a Guerra dos Ducados do Elba em 1864, mas nunca chegou a entrar em ação. Dois anos depois envolveu-se na Guerra Austro-Prussiana e esteve presente na Batalha de Lissa em julho como a capitânia do comodoro Anton Petz, o comandante da 2ª Divisão austríaca. O navio enfrentou vários ironclads italianos simultaneamente, abalroando o Re di Portogallo e danificando o Affondatore com seus canhões. Ao fazer isto, o Kaiser se tornou o único navio de linha a enfrentar um ironclad em batalha. O navio pouco fez nos anos seguintes.
Foi decidido em 1869 reconstruir o Kaiser como um ironclad. Os trabalhos só foram finalizados em 1873, quando já estava obsoleto, passando os anos entre 1875 e 1902 na reserva. Mesmo assim foi modernizado nas décadas de 1870 e 1880 em tentativas de melhorar seu desempenho. Foi renomeado SMS Bellona em 1902, sendo desarmado e tendo seus motores removidos para que pudesse ser usado como alojamento flutuante em Pola, função que exerceu até o fim da Primeira Guerra Mundial. Foi tomado pela Itália como prêmio de guerra, mas seu destino final é desconhecido.

## Antecedentes
A Áustria começou a modernizar sua marinha a partir do início da década de 1850 diante do fortalecimento da Sardenha. O contra-almirante arquiduque Fernando Maximiliano supervisionou o programa, que começou com a fragata a vapor SMS Radetzky, encomendada em 1852 no Reino Unido. Fernando Maximiliano decidiu dois anos depois que um navio de linha a vapor deveria ser construído em seguida. Sua intenção original era que a embarcação fosse construída como uma cópia do britânico HMS Agamemnon, cujas plantas a Marinha Real Britânica tinha passado à Áustria em troca do país permanecer neutro durante a Guerra da Crimeia. O excelente desempenho do navio de linha francês Algésiras durante o conflito fez os austríacos modificarem o projeto britânico a fim de incorporarem elementos da embarcação francesa, incluindo um tamanho maior e maquinários mais poderosos. Um segundo navio ligeiramente maior, que seria nomeado Österreich e armado com 101 canhões, foi cancelado em 1859 antes que sua construção começasse.

## Características
O Kaiser foi projetado pelo engenheiro naval sueco Axel Ljungstedt, que trabalhou na Áustria entre 1850 e 1856. As especificações originais não são claras. Segundo o historiador contemporâneo Wilhelm Rüstow, o Kaiser tinha 74 metros de comprimento e deslocamento de 5 423 toneladas. O historiador moderno Andrew Lambert afirmou que tinha 74,02 metros de comprimento, deslocamento de 5 277 toneladas e boca de 16,21 metros. Sua tripulação era de aproximadamente novecentos oficiais e tripulantes, incluindo um contingente de infantaria naval. Era armado com 92 canhões, dos quais dezesseis eram de sessenta libras, 74 de trinta libras e dois retrocarga de 24 libras. O sistema de propulsão tinha um motor a vapor horizontal de dois cilindros que girava uma hélice de 5,75 metros de diâmetro. O vapor vinha de seis caldeiras a carvão com 24 fogões. O motor foi fabricado pela britânica Maudslay, Sons and Field e tinha uma potência nominal de oitocentos cavalos-vapor. Três mastros a vela suplementavam o motor a vapor.

## História

### Início de serviço
O batimento de quilha do Kaiser ocorreu em 25 de março de 1855 no Arsenal Naval de Pola. Foi lançado ao mar em 4 de outubro de 1858 e comissionado na Marinha Austríaca em 1859. Começou seus testes marítimos em 6 de dezembro, com sua primeira viagem por conta própria ocorrendo de Muggia para Pola. A Áustria entrou na Guerra dos Ducados do Elba em fevereiro de 1864 do lado da Prússia contra a Dinamarca. O Kaiser junto com o ironclad SMS Don Juan d'Austria e duas embarcações menores sob o comando do vice-almirante barão Bernhard von Wüllerstorf-Urbair foram enviados para reforçar as fragatas Radetzky e SMS Schwarzenberg, comandadas pelo capitão de mar Wilhelm von Tegetthoff. Os dois grupos se encontraram em Den Helder, nos Países Baixos, prosseguindo para Cuxhaven em 27 de junho, chegando três dias depois. A frota dinamarquesa estava em inferioridade numérica e  não procurou enfrentar a esquadra austro-prussiana em batalha. Em vez disso, as forças navais prussianas e austríacas deram suporte para operações de captura de ilhas no litoral ocidental dinamarquês. O Kaiser foi comandado durante a campanha pelo capitão de mar barão Friedrich von Pöck.

### Batalha de Lissa

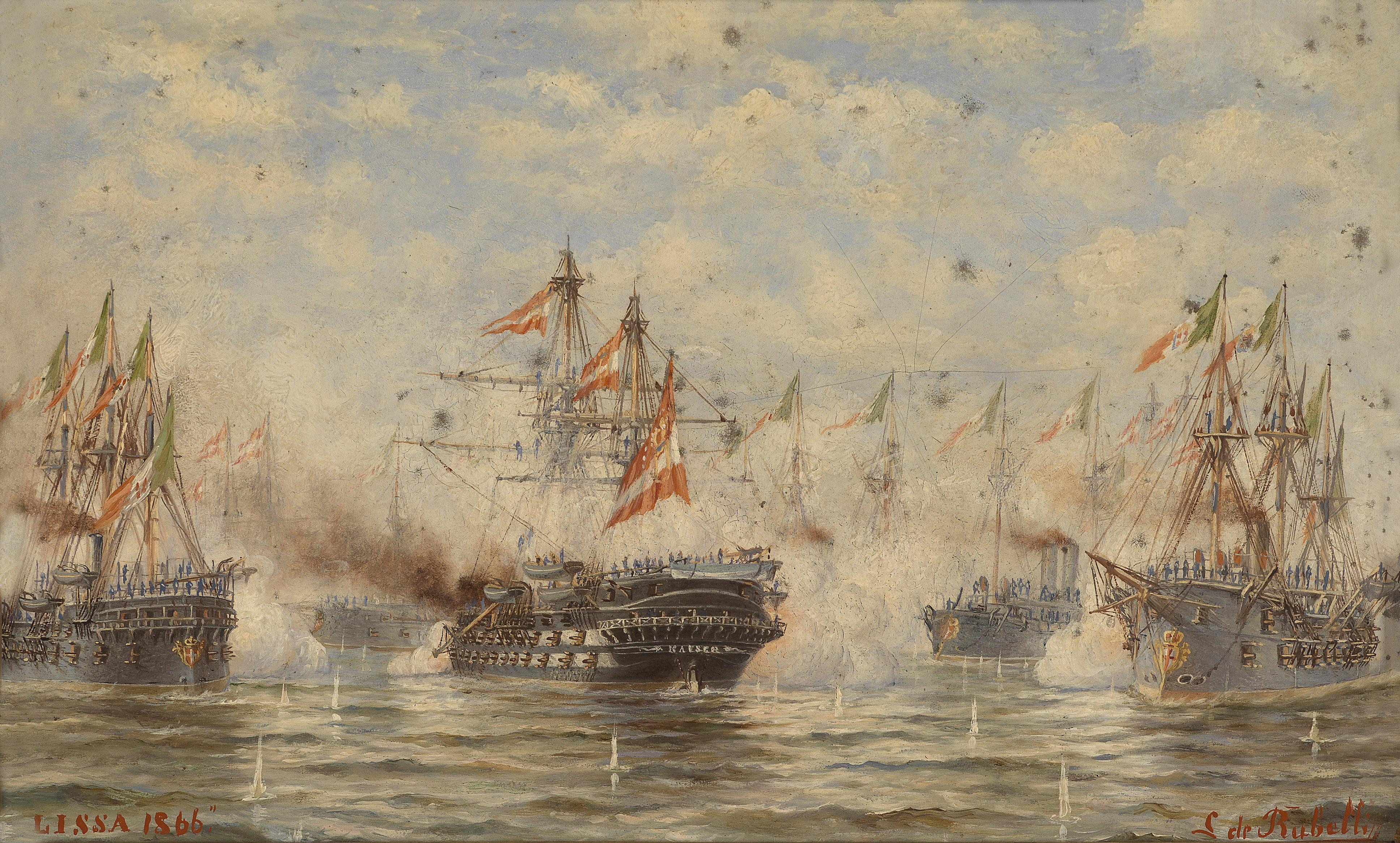
Pintura de Ludwig Rubelli von Sturmfest do Kaiser cercado por ironclads italianos na Batalha de Lissa

A Itália declarou guerra contra a Áustria em junho de 1866, parte da Terceira Guerra de Independência Italiana, que foi travada junto com a Guerra Austro-Prussiana. Tegetthoff, nesta altura um contra-almirante e o comandante de toda a frota austríaca, levou seus navios para Ancona em 27 de junho em uma tentativa de atrair os italianos, mas o almirante Carlo Pellion di Persano, o comandante italiano, se recusou a ir para a batalha. Nesta época o Kaiser era a capitânia da 2ª Divisão sob o comodoro Anton Petz. Persano deixou Ancona em 16 de julho com a frota italiana e seguiu para a ilha de Lissa, onde chegou dois dias depois. Junto estavam navios de transporte de tropas com três mil soldados. Os italianos passaram os dois dias seguintes bombardeando as defesas austríacas na ilha e tentaram forçar um desembarque fracassado. Tegetthoff recebeu vários telegramas entre 17 e 19 de julho notificando-o do ataque italiano, que ele inicialmente achou que era uma distração a fim de afastar a frota austríaca de suas principais bases em Pola e Veneza. Entretanto, Tegetthoff se convenceu na manhã do dia 19 que Lissa era de fato o objetivo italiano, assim pediu permissão para atacar.
Os austríacos aproximaram-se de Lissa na manhã de 20 de julho, com a frota italiana estando arrumada para uma nova tentativa de desembarque. Estes estavam divididos em três grupos, com apenas os dois primeiros conseguindo se concentrar em tempo para enfrentar o inimigo. Tegetthoff arrumou seus ironclads em cunha, com os navios de madeira da 2ª e 3ª Divisões à ré na mesma formação. O Kaiser liderava a 2ª Divisão no centro da linha. Persano, enquanto colocava seus navios em formação, transferiu sua capitânia do ironclad Re d'Italia para o Affondatore. Isto criou um buraco na linha italiana e Tegetthoff aproveitou a oportunidade para dividir a frota italiana e criar um melê. Ele passou pelo buraco, mas não conseguiu abalroar navio algum, assim foi forçado a dar a volta e tentar de novo. Petz, enquanto isso, levou a sua divisão mais para o sul na esperança de atacar os navios italianos de madeira que não tinham entrado em ação. Em vez disso, a retaguarda dos ironclads italianos virou-se para bloquear, atacando o Kaiser. Petz reorientou sua divisão para atacar os ironclads italianos, liderando o investida com o Kaiser.

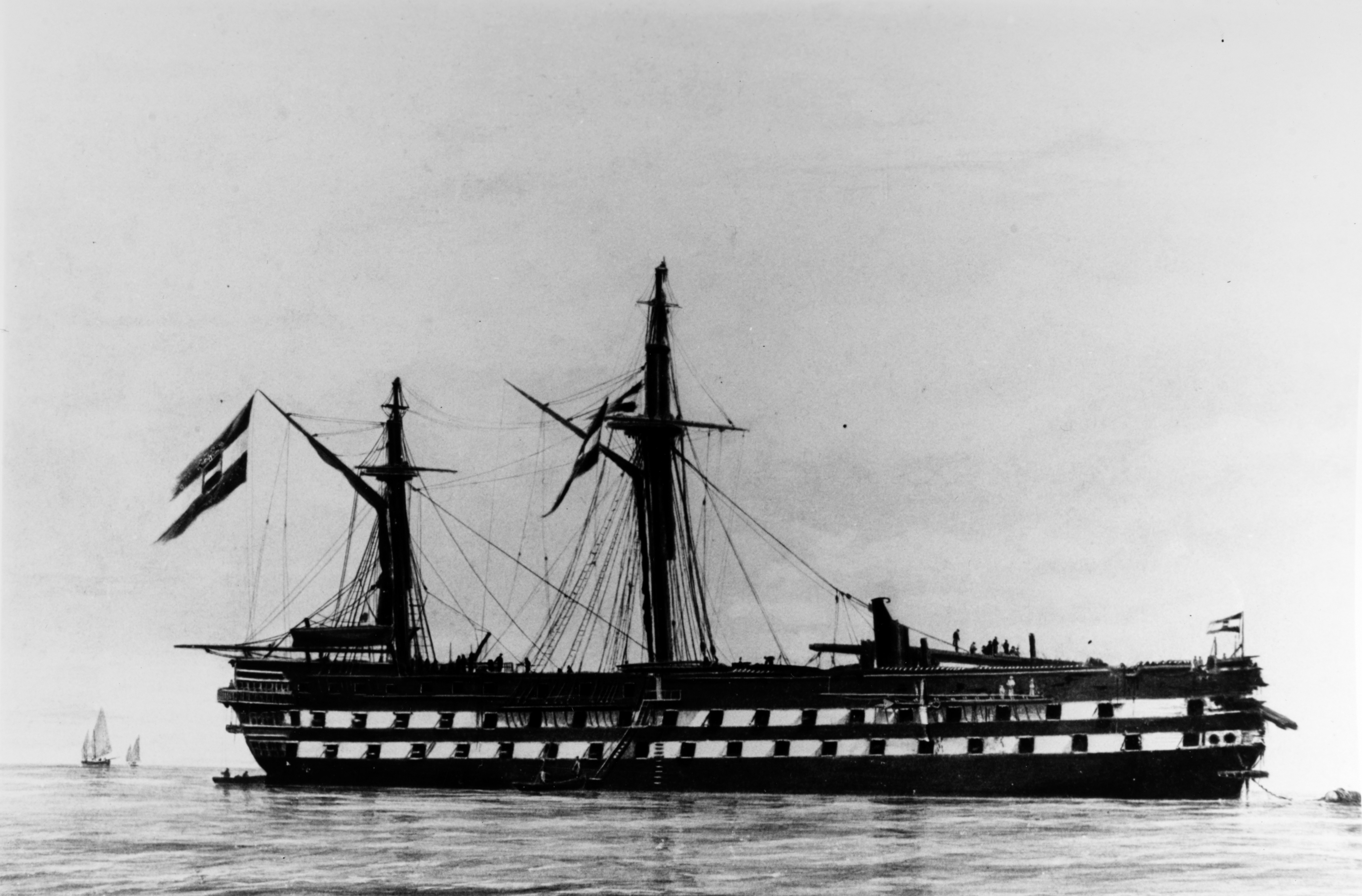
O Kaiser danificado depois da batalha

Os ironclads Castelfidardo e Principe di Carignano, mais o navio de defesa de costa Varese, cercaram o Kaiser e os dois lados dispararam contra o outro. Austríacos e italianos tentaram repetidas vezes abalroar o outro. O Affondatore aproximou-se e também tentou abalroar o Kaiser, mas errou e acertou apenas um golpe de relance. Pouco depois o Kaiser abalroou o Re di Portogallo enquanto tentava proteger a corveta SMS Erzherzog Friedrich e o barco com rodas de pás SMS Kaiserin Elizabeth. Entretanto, também foi apenas um golpe de relance e o Re di Portogallo sofreu poucos danos. O navio italiano disparou suas armas menores em resposta, iniciando um incêndio no navio austríaco e matando ou ferindo vários tripulantes antes do Kaiser conseguir se libertar. O Affondatore fracassou pela segunda vez em um abalroamento, mas acertou um projétil que danificou o navio e matou ou feriu vinte tripulantes. Os artilheiros do Kaiser dispararam contra o convés do Affondatore, danificando-o e iniciando um incêndio, enquanto fuzileiros na gávea atiraram contra os marinheiros. Um disparo do Kaiser também acertou uma das torres de artilharia do Affondatore, travando-a pelo restante da batalha. O Kaiser tinha perdido seu mastro de vante e chaminé na colisão com o Re di Portogallo, assim Petz ordenou que atracassem em Lissa.
Os ironclads austríacos tinham nesta altura interrompido o melê com o objetivo de proteger os navios de madeira. O Re d'Italia tinha sido abalroado e afundado, enquanto o navio de defesa de costa Palestro estava incendiado e logo seria destruído por uma explosão interna. Persano tentou perseguir os austríacos com o Affondatore, mas desistiu depois de apenas um de seus ironclads ter seguido junto. Os italianos estavam desmoralizados com a perda do Re d'Italia e Palestro, além dos navios restantes estarem com pouca munição e carvão. A frota italiana recuou, seguida pelos austríacos. Os dois lados encerraram a batalha com o cair da noite, com os italianos seguindo para Ancona e os austríacos para Pola. O Kaiser sofreu 24 mortos e 37 feridos no decorrer do combate. Ele se tornou o único navio de linha de madeira na história e enfrentar ironclads em batalha.

### Carreira posterior
Tegetthoff, depois de voltar para Pola, manteve a frota no norte do Mar Adriático em patrulhas contra um possível ataque italiano. Isto nunca ocorreu e os dois países assinaram em 12 de agosto o Armistício de Cormons, encerrando as hostilidades e levando ao Tratado de Viena. Apesar da Áustria ter derrotado a Itália em Lissa e na Batalha de Custoza em terra, o Exército Austríaco foi derrotado decisivamente pela Prússia na Batalha de Königgrätz. Isto levou ao Compromisso de 1867 e estabelecimento da Áustria-Hungria, que foi forçada a ceder Lombardo-Vêneto para a Itália. A maior parte da frota austríaca foi descomissionada e desarmada imediatamente depois do fim da guerra.

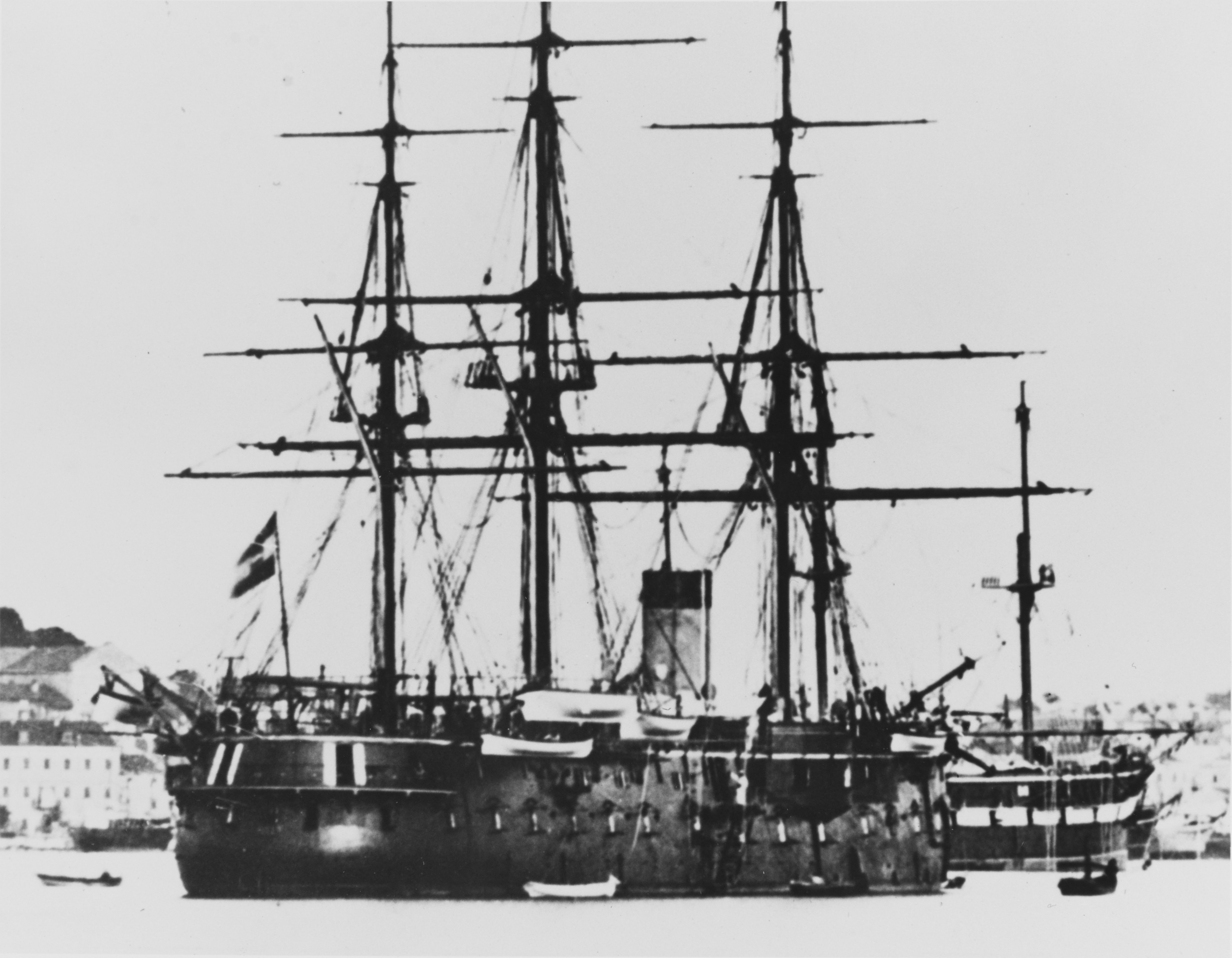
O Kaiser depois de ser reconstruído como um ironclad

Problemas orçamentários crônicos assolaram a nova Marinha Austro-Húngara, com Tegetthoff tendo grandes dificuldades para conseguir dinheiro a fim de modernizar a frota. Ele tentou em 1868 iniciar um novo programa de construção, mas o governo se recusou a financiar navios novos. Entretanto, foi concedido dinheiro para modernizar o Kaiser. A embarcação foi levada para uma doca seca em 2 de fevereiro de 1869 e seu casco examinado. Foi considerado que estava em boas condições e assim decidido reconstruí-lo como um ironclad. As antigas pranchas de madeira abaixo da linha de flutuação foram substituídas, mas o casco acima foi totalmente reconstruído com ferro. Recebeu uma proa com rostro e também uma nova popa. Seu comprimento da linha de flutuação cresceu para 77,75 metros, enquanto sua boca passou a ser de 17,76 metros. O calado ficou em 7,37 metros, já o deslocamento cresceu para 5 810 toneladas. Superaquecedores foram adicionados às caldeiras a fim de aumentar a potência, com os motores passando a ter uma potência de 3 168 cavalos-vapor (2 330 quilowatts) para uma velocidade de treze nós (24 quilômetros por hora). Porém, em serviço era capaz de apenas 11,55 nós (21,39 quilômetros por hora) a partir de 2 826 cavalos-vapor (2 078 quilowatts). Sua autonomia era de 1 519 milhas náuticas (2 813 quilômetros) a uma velocidadede cruzeiro de dez nós (dezenove quilômetros por hora).
Foi rearmado com dez canhões antecarga de 229 milímetros produzidos pela britânica Armstrong Mitchell e montados em uma bateria central. A bateria secundária tinha seis canhões antecarga de oito libras. Um cinturão blindado foi adicionado na linha de flutuação, tendo 152 milímetros de espessura na cidadela central, onde protegia as salas de máquinas. Nas extremidades se reduzia para 102 milímetros. Placas de ferro com 127 milímetros protegiam a casamata. O Kaiser foi relançado ao mar em 1871, porém mais problemas orçamentários, particularmente pagamentos das placas de blindagem e ferro comprados no Reino Unido, adiaram a finalização. Foi finalmente completado em dezembro de 1873. Começou seus testes marítimos em 21 de dezembro. Nesta época o navio já tinha ficado obsoleto, com a Itália tendo iniciado no mesmo ano a construção dos ironclads da Classe Duilio, que tinham o dobro do tamanho do Kaiser e armados com canhões de 450 milímetros em torres de artilharia.

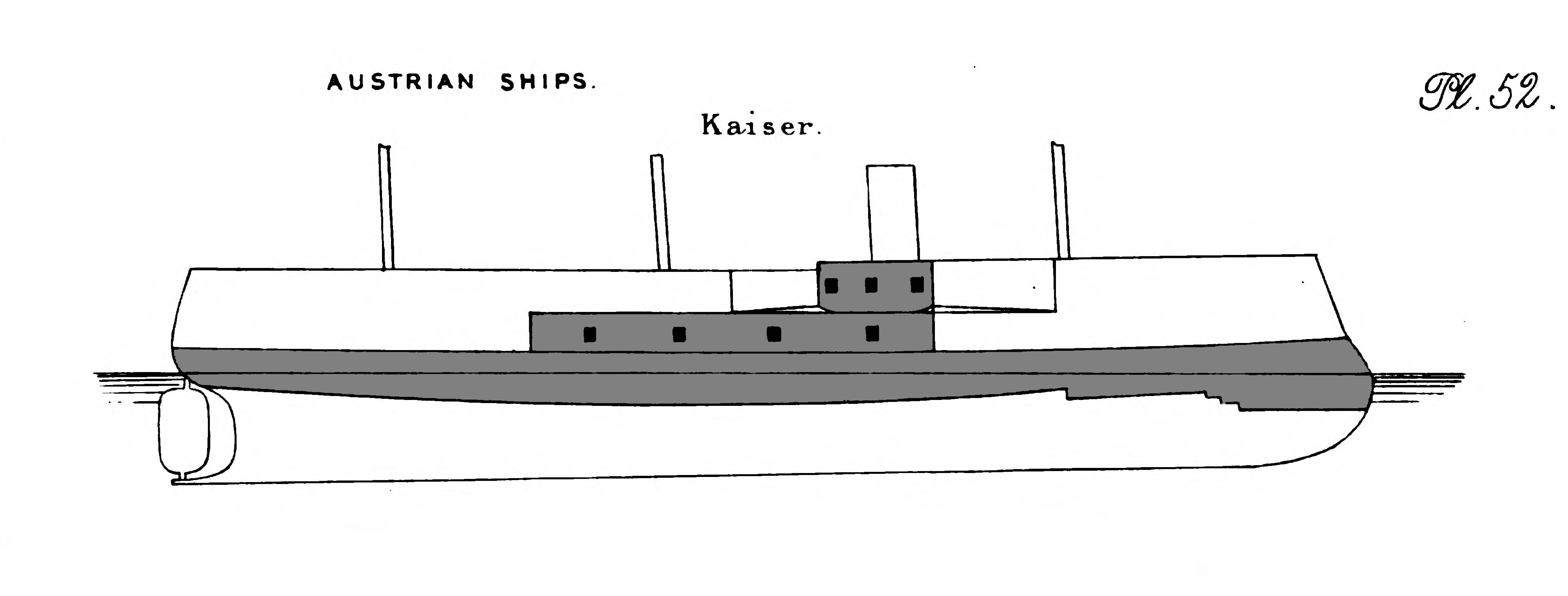
Desenho do Kaiser após reconstrução

O Kaiser foi colocado na esquadra ativa da frota em 11 de fevereiro de 1874, tornando-se no dia seguinte a capitânia do contra-almirante barão Maximilian Daublebsky von Sterneck. Foi primeiro para Trieste e então seguiu no dia 14 para a Espanha. No caminho precisou parar em Gravosa por seis dias devido ao clima ruim. Seguiu para Messina, na Itália, onde foi bem-recepcionado pelas autoridades locais. Atravessou o Estreito de Bonifácio e chegou em Barcelona, na Espanha, em 4 de março. Se encontrou no local com a corveta a vapor SMS Frundsberg, com os dois navegando para Cartagena. O Kaiser deixou o Frundsberg e visitou vários portos na região, incluindo Cádis, Málaga, Valência, Gibraltar e Tânger, este último no Marrocos. Em Gibraltar se encontrou com a corveta SMS Fasana, com os dois retornando para Barcelona e se reencontrando com o Frundsberg e também com a canhoneira SMS Dalmat. Os quatro realizaram treinamentos de artilharia juntos enquanto ainda estavam na área. Durante este período, em 16 de março, o Kaiser se encontrou com a corveta italiana Principessa Clotilde, cujo oficial comandante convidou o Kaiser para as comemorações dos 25 anos de reinado do rei Vítor Emanuel II. O navio austro-húngaro teve um encontro similar em 4 de julho com a chalupa de guerra norte-americana USS Juniata, que o convidou para celebrar o aniversário da Declaração da Independência dos Estados Unidos.
O navio não viu mais serviço ativo. Ficou inativo e atracado a partir de 1875, passando os quatro primeiros meses de 1876 na II Reserva, enquanto no restante do ano ficou sob reparos e modificações. Engenheiros navais mesmo assim tentaram melhorar a performance do Kaiser durante esse período. Sua hélice original foi substituída em 1876 por uma maior que tinha 7,62 metros de diâmetro. Realizou testes de velocidade em 7 de dezembro, alcançando 12,72 nós (23,56 quilômetros por hora), um aumento de mais de um nó. Retornou imediatamente para a II Reserva. Suas velas foram reduzidas e suas caldeiras substituídas em 1880. Uma nova bateria secundária de seis canhões retrocarga calibre 24 de 89 milímetros, dois canhões calibre 15 de 70 milímetros, quatro canhões calibre 33 de 47 milímetros, três canhões giratórios Hotchkiss de 47 milímetros e quatro metralhadoras de 25 milímetros foi instalada em 1882. Três tubos de torpedo de 350 milímetros foram instalados em 1885, um na proa e um em cada lateral.
Uma comissão examinou o Kaiser em 1893 e o considerou "inadequado para comissionamento". Ocorreram negociações infrutíferas em 1895 para vendê-lo para a Venezuela. Foi removido da lista de navios ativos em 1897. Foi desarmado em 1901 e no ano seguinte seus motores foram removidos para que fosse usado como alojamento flutuante em Pola. Foi formalmente removido do registro naval em 4 de janeiro de 1902, sendo renomeado para SMS Bellona e adicionado na lista de embarcações despojadas. Serviu como alojamento durante toda a Primeira Guerra Mundial. De 1910 a 1917 o estado-maior da II Reserva ficou abrigado a bordo, enquanto em 1918 a equipe da escola de treinamento naval também foi movida a bordo. O navio foi tomado pela Itália como prêmio de guerra depois do fim do conflito, mas seu destino final é desconhecido.